# 艾萨克·巴罗
艾萨克·巴羅（英語：Isaac Barrow，1630年10月—1677年5月4日），是一位英國數學家、基督教神學家，生於英格蘭倫敦。

## 生平
1643年進入劍橋大學三一學院，1648年獲學士學位，1649年當選為三一學院院委，1662年任倫敦格雷沙姆幾何教授，1664年任劍橋首屆盧卡斯教授，1672年任三一學院院長。著有《光學講義》、《幾何學講義》等書。
其中，《幾何學講義》包含了他對無窮小分析的卓越貢獻，特別是其中「通過計算求切線的方法」，十分接近微積分基本定理，微積分的最終制定後來由其學生艾萨克·牛顿完成。巴羅為最先發掘了牛頓的人，並於1669年自動辭去盧卡斯教授之職，舉薦牛頓繼任。
巴羅精通希臘文和阿拉伯文，曾編譯過歐幾里得、阿基米德、阿波羅尼奧斯等希臘數學家的著作，其中歐幾里得的《幾何原本》作為英國標準幾何教本達半個世紀之久。

## 外部連結
- 約翰·J·奧康納; 埃德蒙·F·羅伯遜, ,  （英语）
- Isaac Barrow的作品  - 古騰堡計劃
- The Master of Trinity （页面存档备份，存于） 在劍橋大學三一學院
- Geometrical Lectures
- Correspondence of Scientific Men of the Seventeenth Century